# Amy Hulmes
Amy Isabel Hulmes, née le 5 octobre 1887 à Bury (Grand Manchester) (Angleterre) et morte le 27 octobre 2001, fut la doyenne de Grande-Bretagne du 2 novembre 2000 à sa mort et doyenne des Européens du 6 juin 2001 à sa mort.